# Maorikorp
Maorikorp (Corvus antipodum) är en utdöd fågel i familjen kråkfåglar inom ordningen tättingar som tidigare var endemisk för Nya Zeeland. Tidigare betraktades den som en underart till chathamkorp (C. moriorum), men urskiljs nu oftast som egen art. Nyligen gjorda genetiska studier visar dock att de är så pass nära släkt att maorikorpen återigen bör föras till moriorum.

## Utbredning och systematik
Maorikorpen delas in i två underarter, där nominatformen antipodum förekom på Nordön och pycrofti (Gill, 2003) förekom på Sydön.